# Fransfontein
Fransfontein est un petit village dans la région de Kunene, en Namibie.

## Histoire
La plupart des familles qui vivent actuellement à Fransfontein se sont installées dans ce territoire au cours du XIXe siècle. Venus de différents horizons, et fixés en ce lieu par les sources en eau, les principaux groupes ethniques majeurs présents en Namibie y sont implantés.
En novembre 2016, le poste de police de la ville est inauguré après une série de rénovations, et les effectifs de police passent de 6 à 18.
En 2018, les agriculteurs de la ville décident de relancer la Fransfontein Farmers Association (Association des agriculteurs de Fransfontein) qui, créée en 2000, était inactive depuis 2013. En mars 2018, le bureau de la circonscription de Fransfontein est privé d'électricité à la suite du refus de la région de payer les factures. En avril 2018, un groupe d'investisseurs chinois et namibiens ont exprimé leur souhait de développer des activités minières dans un parc naturel de la municipalité de Fransfontein, un projet qui met en péril les populations de rhinocéros qui y vivent.

## Habitat
On trouve sur Fransfontein des maisons traditionnelles, et des maisons modernes. Les maisons traditionnelles sont construites en argile, fumier et bouses de vache, et, concession à la modernité, des toits en zinc. Les maisons modernes utilisent la brique, ou le ciment et le béton, avec là encore des toitures en zinc. L'église a été inaugurée le 25 mars 1900 et construite par des soldats allemands.

## Personnalités liées à la commune
C'est la ville natale de l'ancienne vice-Première Ministre de la Namibie Libertina Amathila,.